# Luna 20
Luna 20 (ou Lunik 20) est une sonde spatiale soviétique lancée le 14 février 1972 à 03:27:59 UTC.
L'objectif principal de la mission Luna 20 est le retour sur Terre d'un échantillon du sol lunaire. C'est la huitième sonde du programme Luna à tenter cet objectif, et la seconde qui le réalise.

## Caractéristiques
Luna 20 est équipée d'un système de forage sur lequel l'agence Tass donne des précisions après la réussite du prélèvement : le système est protégé par un isolant thermique et placé dans une capsule scellée pour éviter toute soudure des parties métalliques sous l'effet du vide spatial ; une lubrification des parties mécaniques au cours du forage est assurée par une substance qui s'évapore sous  l'action du vide .

## Déroulement
Luna 20 est lancé le 14 février, sans que les Soviétiques ne précisent sa mission. Le 18 février, la sonde se place sur une orbite lunaire circulaire de 100 km d'altitude et 65° d'inclinaison, décrite en 1 h 58 min. 
Après trois jours en orbite, la sonde a allumé son moteur principal durant 267 secondes pour entamer la descente sur le sol lunaire. Après un deuxième allumage de son moteur, Luna 20 s'est posée sans encombre le 21 février 1972 à 19 h 19 sur un site situé 3° 32' N et 56° 33' E, dans une région montagneuse au-dessus de la bordure nord de la mer de la Fécondité, à environ 1,8 km du lieu où s'est écrasé la sonde Luna 18. Luna 20 envoie aussitôt des images du site, permettant de choisir un point de forage. Une carotte de sol lunaire d'une quinzaine de centimètres et de 55 grammes a été prélevé grâce à un bras extensible équipé de la foreuse. L'étage de remontée a alors été mis à feu 24 heures après l'alunissage, le 22 février et a fourni un delta-v de 2,7 km/s qui a permis à l'étage de retourner sur Terre. La capsule a pu être récupérée par les Soviétiques le 25 février 1972.